# Dents-de-scie

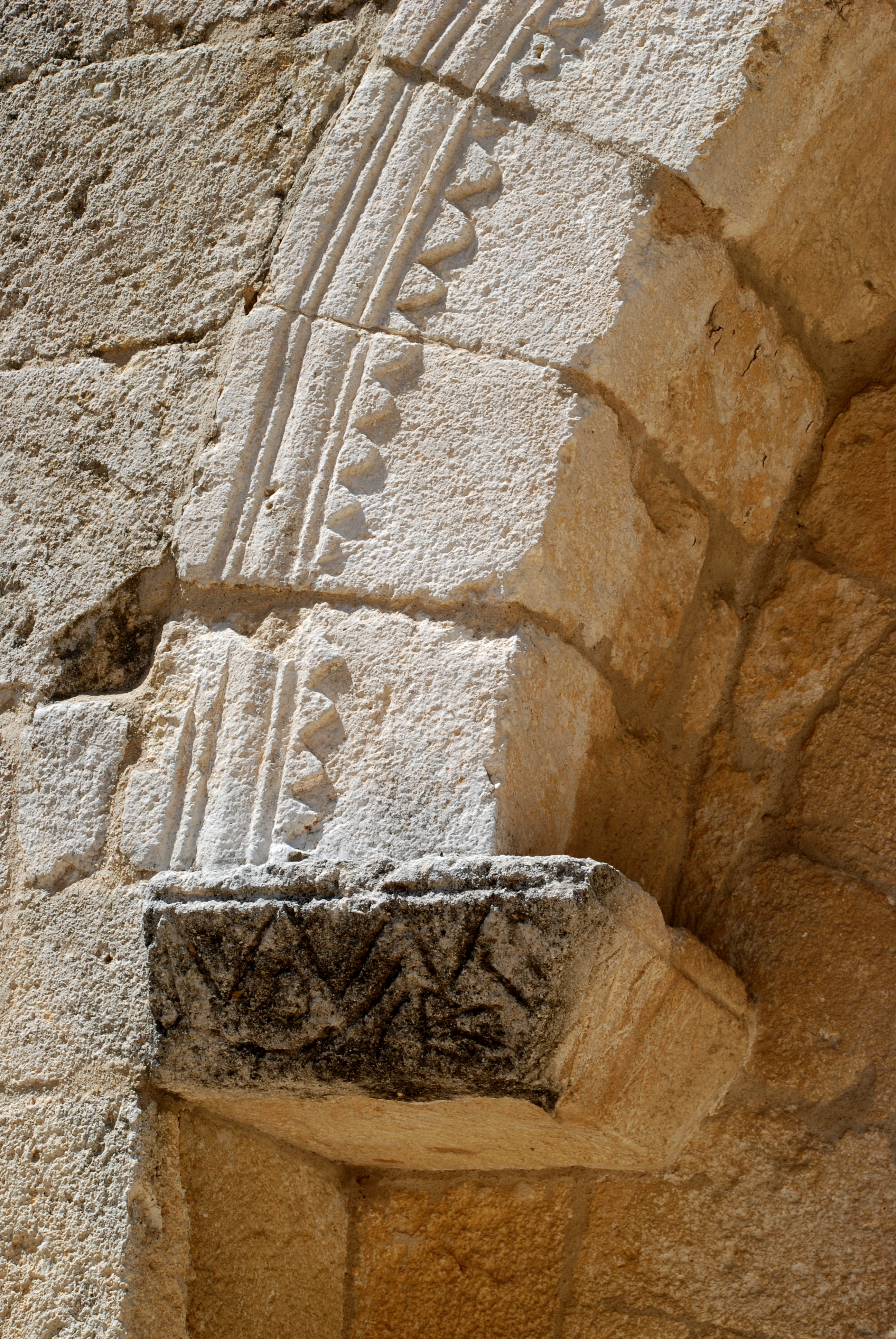
Frise de dents-de-scie du portail méridional
de la chapelle Saint-Amant de Théziers.

Les dents-de-scie, en architecture, sont un type d'ornements courants imitant les dents d'une scie.

## En architecture romane
En architecture romane, les dents-de-scie peuvent former une frise. La frise de dents-de-scie se présente soit sous la forme de frise rectiligne soit sous la forme de frise en plein cintre.
Ce type d'ornement en bandeau est composé de dents-de-scie placées dans le plan de la façade contrairement à la frise de dents d'engrenage, où les dents sont disposées perpendiculairement au plan de la façade. La frise de dents-de-scie est appelée Sägezahn-ornament en allemand et indented ornament en anglais.

### Origine
La frise de dents-de-scie est un des ornements de  l'architecture romane : elle apparaît à la fin du XIe siècle et perdure jusqu'au XIIIe siècle,.

#### Frise rectiligne

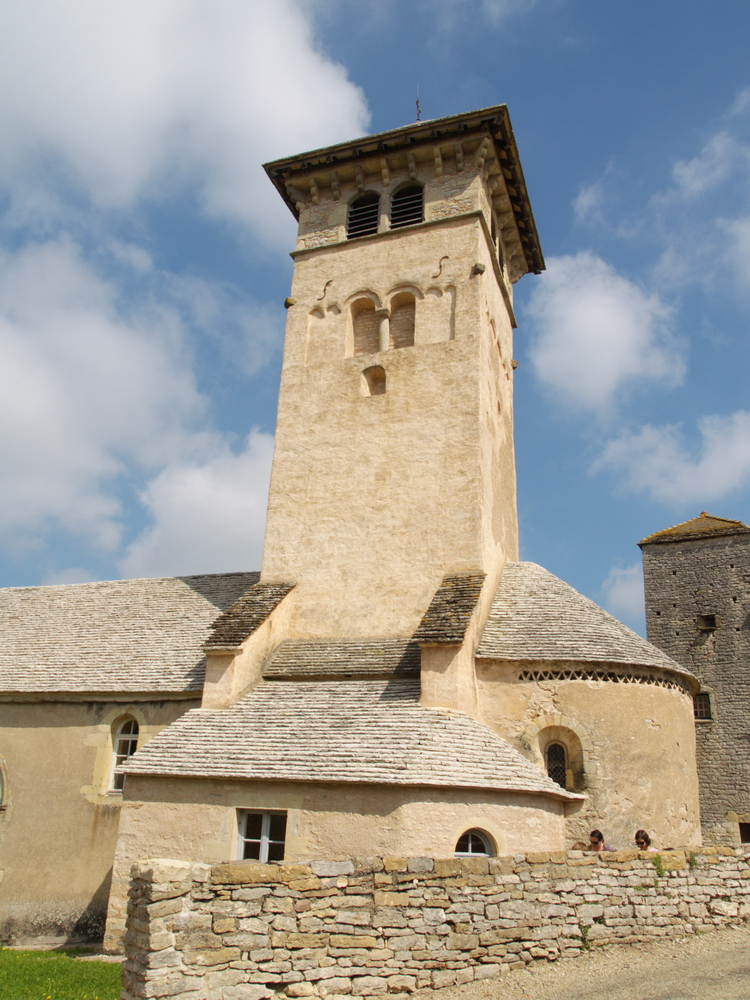
Saint-Martin de Blanot.

La forme principale de la frise de dents-de-scie est la frise rectiligne.
Elle peut orner :
- le clocher, comme la tour romane de Puissalicon) ;
- la corniche du chevet (exemple : église et prieuré Saint-Martin de Blanot) ;
- la corniche du chœur, comme celle de la chapelle Saint-Véran d'Orgon qui est ornée d'une double frise de dents-de-scie sur sa face antérieure et d'une frise de dents d'engrenage sur sa face inférieure ;
- le tailloir des chapiteaux, comme on peut le voir sur le chapiteau aux éléphants de l'église Saint-Pierre d'Aulnay.

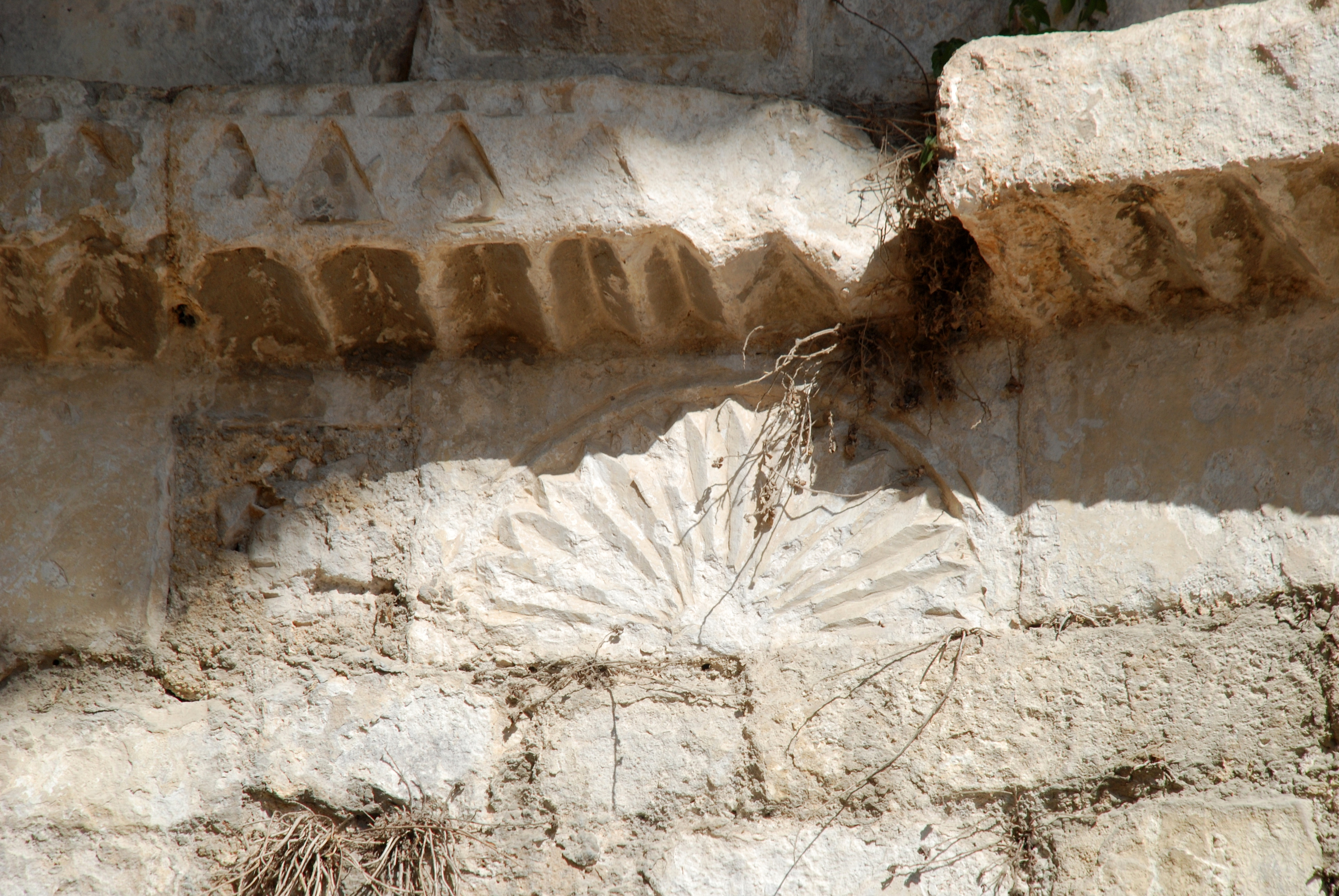
Corniche du chœur de la chapelle Saint-Véran d'Orgon.
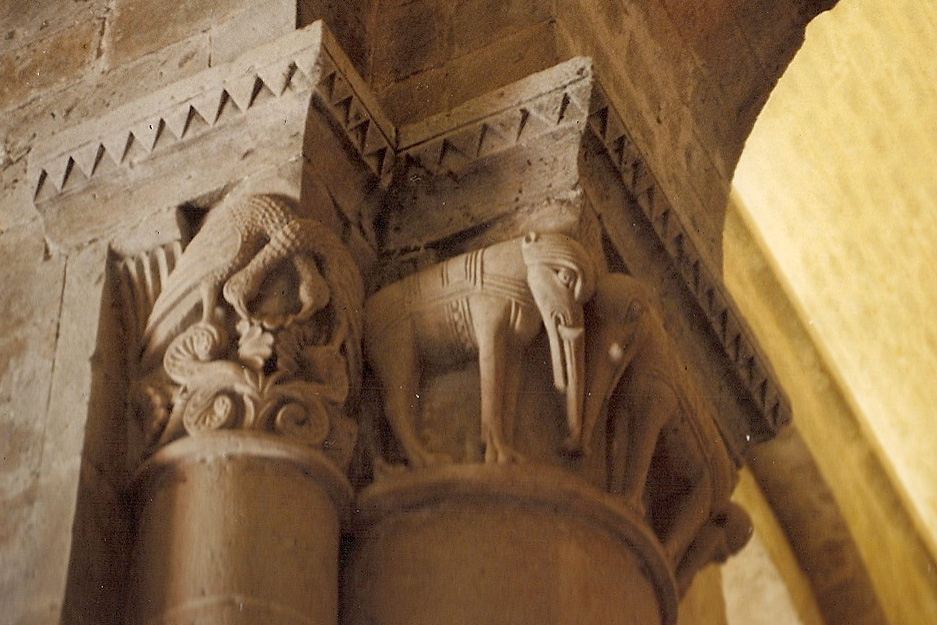
Chapiteaux de l'église Saint-Pierre d'Aulnay.

#### Frise en plein cintre
Une deuxième forme importante prise par la frise de dents-de-scie est la frise en plein cintre. On la retrouve par exemple au portail de la chapelle Saint-Amant de Théziers.

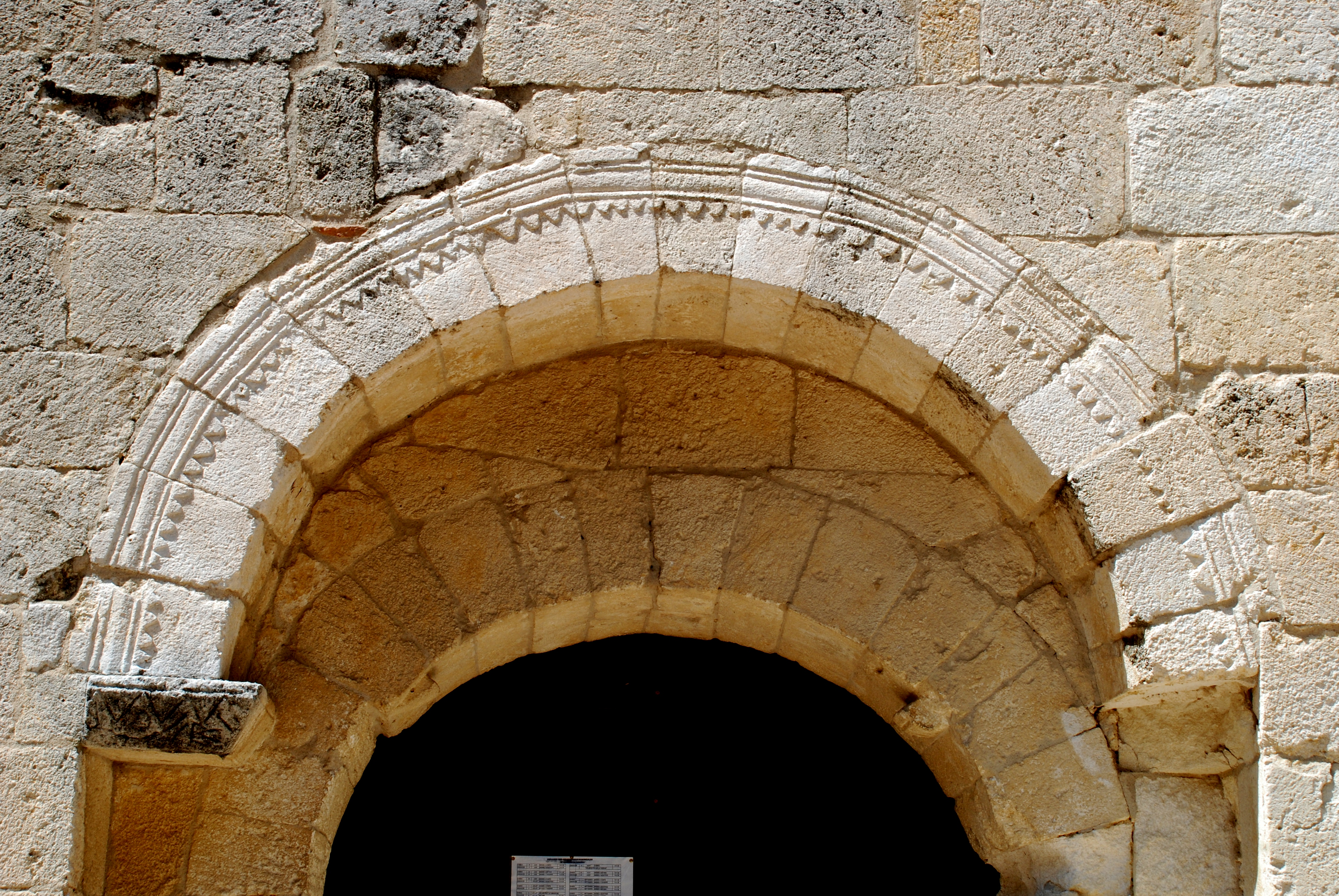
Frise de dents-de-scie du portail méridional de la chapelle Saint-Amant de Théziers.
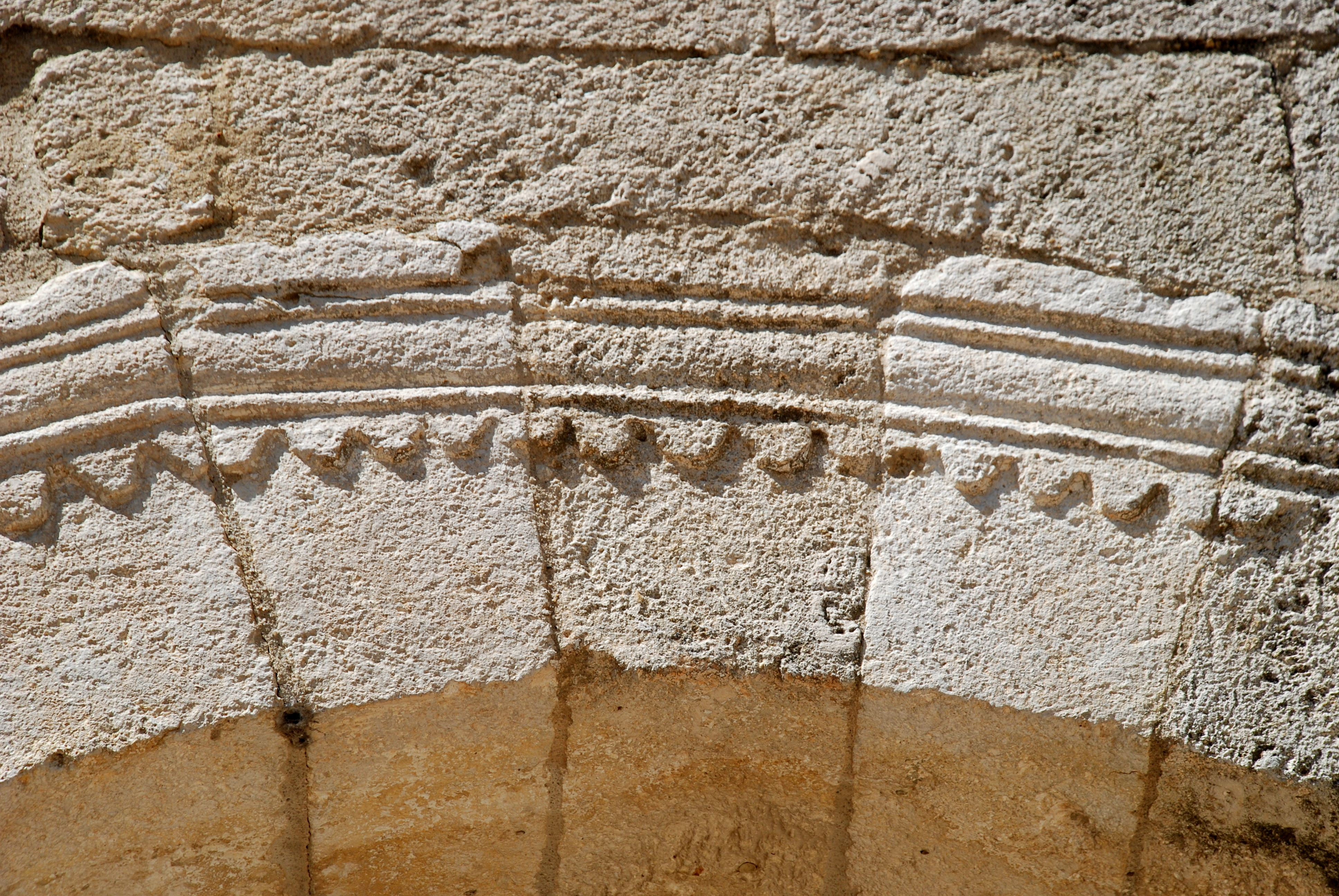
Détail de la frise de dents-de-scie de la chapelle Saint-Amant de Théziers.

### La frise de dents-de-scie dans les styles postérieurs à l'art roman
La frise de dents-de-scie se maintient pendant la première période gothique et reste récurrente dans le style gothique primitif, encore très largement marqué par le vocabulaire roman. On la trouve sur l'abside de l'église Saint-Pierre-Saint-Paul de Gonesse, au-dessus des fenêtres, sur les tours de chœur et le chevet de l'église prieurale de Saint-Leu-d'Esserent, comme corniche et au-dessus des fenêtres de l'absidiole nord de l'église Notre-Dame de Taverny.
Ces applications datent de la seconde moitié du XIIe siècle et du tout début du XIIIe siècle.